# Римесса
Римесса (итал. Rimessa букв. переведённая, переложенная, вручённая) — платёжный документ для международных расчётов и международных денежных переводов в иностранной валюте: чек, переводной вексель и т. д.
В последнее время всё шире используется для обозначения именно международного денежного потока, осуществляемого различными категориями трудовых и экономических мигрантов, когда последние регулярно отправляют часть заработанных денег на родину. По оценке Всемирного банка, за 2006 год подобные римессы составили 250—300 миллиардов долларов США; увеличиваясь на протяжении последних 10 лет со скоростью около 30 % в год. Международные денежные переводы, в связи с их возрастающим значением и важным вкладом в ВВП некоторых развивающихся стран, как правило, выделяются в отдельную финансово-экономическую подкатегорию денежных переводов.
В процессе перевода принимают участие отправитель, получатель, сам переводной вексель на определённую сумму, а также посредники, берущие за это определённую комиссию (тариф).

## Значения
У этого термина имеются и другие значения. Под римессой в других контекстах понимается тратта, приобретённая должником и индоссированная им приказу своего кредитора.

## Международная терминология
Международные денежные переводы на многих европейских языках являются производными от итальянского rimessa и/или латинского remittare: исп. Remesa, порт. Remessa, англ. Remittance и проч.

## ОценкиВсемирного банка

### 2005 год
По данным за 2005 год, крупнейший в мире получатель денежных переводов из-за рубежа в мире — это Мексика, что не удивительно, учитывая значительное количество мексиканцев (включая около 12 миллионов нелегальных рабочих-мигрантов), трудящихся в США. За Мексикой следуют Индия, Китай, Филиппины и другие развивающиеся страны. Россия в списке ремиссий занимала девятую позицию. Однако, в отличие от Мексики, денежные переводы составляли всего 0,5 % российского ВВП за 2005 год, и не играют такой существенной роли, как в странах Латинской Америки — где они являются вторым по значению источником дохода у населения.

### 2006 год
В октябре 2007 года были обнародованы последние оценки мировых ремиссий по данным за 2006 года. По сравнению с 2005 годом общая сумма денежных переводов увеличилась на 30 %. Индия вышла на первое место по объёму денежных переводов; на неё пришлось 8,2 % всех ремиссий мира и 20 % денег, отправленных в Азию в целом. Таблица лидеров 2006 года выглядит следующим образом:
| Страна    | Объём полученных переводов $ млрд (2003) | Объём полученных переводов $ млрд (2006) |
| --------- | ---------------------------------------- | ---------------------------------------- |
| Индия     | 21,7                                     | 24,5                                     |
| Мексика   | 18,1                                     | 24,2                                     |
| Китай     | 21,3                                     | 21,0                                     |
| Филиппины | 12,0                                     | 14,6                                     |
| Россия    |                                          | 13,7                                     |
| Пакистан  | 3,9                                      |                                          |
| Бангладеш | 3,4                                      | 5,97                                     |

### 2019 год
Объём римессы в направлении стран с низким и средним доходом оценивался в 551 млрд долларов США на 2019 год, основные страны-получатели: Индия, Китай, Мексика, Филиппины, Египет, Нигерия, Пакистан, Бангладеш, Вьетнам, Украина. Для ряда стран объём римессы составляет порядка 30 % ВВП: Тонга, Гаити, Непал, Таджикистан, Киргизстан.

## Денежные переводы в России и странах СНГ
Из стран СНГ наиболее зависима от денежных переводов трудовых мигрантов экономика Молдавии, где они составляют 25 % ВВП страны. Огромный экономический вклад в экономику своей страны, зачастую незафиксированный официальной статистикой, вносят также трудовые мигранты Украины — так называемые заробитчане, а также Таджикистана, Узбекистана, Азербайджана и др. Основная страна донор — Россия, в особенности Москва, Московская область, Санкт-Петербург, Ленинградская область, нефтегазоносные районы Крайнего Севера и Сибири.